# کارلوس آلبرتو پریرا
کارلوس آلبرتو گومز پریرا (به انگلیسی: Carlos Alberto Gomes Parreira) (زاده ۲۷ فوریهٔ ۱۹۴۳ در شهر ریو د ژانیرو) سرمربی سابق تیم ملی فوتبال برزیل است. وی موفق شد برزیل را در جام جهانی ۱۹۹۴ به قهرمانی برساند.
کارلوس آلبرتو با ۲ عنوان قهرمانی جام ملت‌های آسیا در سال‌های ۱۹۸۰ با کویت و ۱۹۸۸ با عربستان پرافتخارترین مربی غیر آسیایی در تاریخ این مسابقات است.
وی از ابتدای سال ۲۰۰۷ سرمربی تیم ملی آفریقای جنوبی شد و با فدراسیون فوتبال این کشور که میزبان جام جهانی ۲۰۱۰ بود، قرارداد همکاری منعقد ساخت.
وی تا سال ۲۰۱۰ با ۵ تیم در جام جهانی به عنوان سرمربی حضور داشته است. ۱۹۸۲ با کویت، ۱۹۹۰ با امارات، ۱۹۹۴ و ۲۰۰۶ با برزیل، ۱۹۹۸ با عربستان سعودی و ۲۰۱۰ با آفریقای جنوبی.